# Ray Charles Live: In Concert with the Edmonton Symphony
Ray Charles Live: In Concert with the Edmonton Symphony – koncertowe DVD amerykańskiego muzyka Raya Charlesa, wydane w 2004 roku. Przedstawia ono koncert Charlesa, który odbył się 27 stycznia 1981 roku w kanadyjskim Jubilee Auditorium. Na scenie muzykowi towarzyszyła Edmonton Symphony Orchestra, która zdobyła sławę dzięki współpracy z Procolem Harumem.
Koncert rejestrowało siedem kamer, a jego reżyserem był John Blanchard.
Poza jednymi ze swoich największych hitów, w tym m.in. „What’d I Say” i „Georgia on My Mind”, Charles wykonał również cover utworu „I Can See Clearly Now” Johnny’ego Nasha.

## Lista utworów
1. „Riding Thumb” (Crofts, Seals)
2. „Busted” (Howard)
3. „Georgia on My Mind” (Carmichael, Charles, Gorrell)
4. „Oh, What a Beautiful Morning” (Hammerstein, Rodgers)
5. „Some Enchanted Evening” (Hammerstein, Rodgers)
6. „Intro Raelettes”
7. „Hit the Road Jack” (Mayfield)
8. „I Can’t Stop Loving You” (Gibson)
9. „Take These Chains from My Heart” (Heath, Rose)
10. „I Can See Clearly Now” (Nash)
11. „What’d I Say” (Charles)
12. „America the Beautiful” (Bates, Ward)